# 828

## Догађаји
- Википедија:Непознат датум — Владавина династије Абасида у Багдаду.

- Опсада Сиракузе: Муслимани под Асад Ибн ал-Фуратом поражавају византијску војску упућене из Палермора и подржана венецијанским флотом на челу са Гиустиниановом војском. Ал-Фурат одлучује да прекине опсаду Сиракузе, јер његове снаге у великој мјери трпе од недостатка хране. Касније умире током епидемије.
- Ал-Андалуз: Град Мерида (модерна Шпанија) се диже два пута у једној години против Омејидских Емирата.
- Кидонију, на северозападној обали Крита, уништавају Сараценски гусари.
- Алкамо у Сицилији је основао муслимански командант Ал-Камук.
- Мошти Светог Јеванђелисте Марка су украдене из Александрије (под контролом Абасидски калифат) два венецијанска трговца и донела у Венецију.
- На иницијативу кнез Прибина (825–830, око 840–861), у Њитранскoj кнежевини је изграђена прва хришћанска црква.
- Побуна Копта се покреће у Египту.

## Смрти
- Нићифор I Цариградски
- Ибн Хишам